# Dirk Sanders
Dirk Sanders (* 30. September 1955 in Torhout) ist ein ehemaliger belgischer Fußballspieler, der vorwiegend im Mittelfeld agierte. 

## Laufbahn
Sanders begann seine Laufbahn als Profispieler 1973 beim FC Brügge, der im selben Jahr seinen überhaupt erst zweiten Meistertitel (und den ersten nach dem Zweiten Weltkrieg) gewonnen hatte. Sanders gehörte somit zu der Mannschaft des FC Brügge, die den Grundstein für dessen Bedeutung im belgischen Fußball legte und die erfolgreichste Mannschaft in dessen Vereinsgeschichte bildete; denn neben einem Meisterschaftshattrick in den Spielzeiten 1975/76, 1976/77, 1977/78 und einem Pokalsieg 1977 erreichte die Mannschaft auch zweimal ein europäisches Pokalfinale, das in beiden Fällen (UEFA-Pokal 1975/76 und Europapokal der Landesmeister 1977/78) gegen den FC Liverpool verloren wurde.
1978 verließ Sanders den Verein und schloss sich dem Zweitligaaufsteiger KRC Harelbeke an, für den er 7 Jahre lang in der zweiten Liga spielte. Als dieser 1985 in die dritte Spielklasse abstieg, wechselte Sanders zum FC Eeklo, der zum selben Zeitpunkt von der vierten in die dritte Spielklasse aufgestiegen war. 
Unmittelbar nach Beendigung seiner aktiven Laufbahn arbeitete Sanders als Trainer von mehreren unterklassigen Vereinen.

## Erfolge
- Belgischer Meister: 1976, 1977, 1978
- Belgischer Pokalsieger: 1977
- Europapokalfinalist: 1976 (UEFA-Pokal) und 1978 (Europapokal der Landesmeister), jeweils mit dem FC Brügge